# Srednje Laknice
Srednje Laknice este o localitate din comuna Mokronog - Trebelno, Slovenia, cu o populație de 38 de locuitori.